# NGC 2025
NGC 2025 és un cúmul obert a la constel·lació de Mensa. Forma part del Gran Núvol de Magallanes. La seva magnitud aparent és de 10,9. Va ser descobert per John Herschel el 8 de febrer de 1836 des del cap de Bona Esperança. Aquest en va destacar que amb la seva forma recordava a un cúmul globular. Més endavant Shapley i Lindsay van comentar que tenia un centre condensat i es podien resoldre les seves rodalies.